# Chun-Li (singel Nicki Minaj)
Chun-Li – utwór amerykańskiej raperki Nicki Minaj, wydany 12 kwietnia wraz z Barbie Tingz, przez wytwórnię Young Money Entertainment oraz Cash Money Records jako główny singel z albumu Queen. Piosenka zajęła pozycję 10. w Stanach Zjednoczonych oraz znalazła się w top 30 w Kanadzie, Francji i Wielkiej Brytanii.

## Certyfikaty i sprzedaż
| Kraj                     | Certyfikat | Sprzedaż   |
| ------------------------ | ---------- | ---------- |
| Australia (ARIA)         | Platyna    | 70 000+    |
| Kanada (Music Canada)    | Złoto      | 40 000+    |
| Wielka Brytania (BPI)    | Srebro     | 200 000+   |
| Stany Zjednoczone (RIAA) | Platyna    | 1 000 000+ |

## Historia wydania
| Kraj              | Data             | Format                                | Wytwórnia               | Przypisy    |
| ----------------- | ---------------- | ------------------------------------- | ----------------------- | ----------- |
| Świat             | 12 kwietnia 2018 | Digital download, streaming, teledysk | Young Money, Cash Money | [ 5 ] [ 6 ] |
| Stany Zjednoczone | Kwiecień 2018    | Rhythmic contemporary radio           | Young Money, Cash Money | [ 7 ]       |